# Treviso (tỉnh)
Tỉnh Treviso (Provincia di Treviso) là một tỉnh ở vùng Veneto của Ý. Tỉnh lỵ là thành phố Treviso.
Tỉnh có diện tích 2.477 km², tổng dân số là 859.244 (2007). Có 95 đô thị ở tỉnh này .

## Các đô thị
(tại thời điểm ngày 30 tháng 6 năm 2005)
| Municipality           | Dân số |
| ---------------------- | ------ |
| Treviso                | 82.564 |
| Conegliano             | 35.628 |
| Castelfranco Veneto    | 32.878 |
| Montebelluna           | 29.437 |
| Vittorio Veneto        | 29.299 |
| Mogliano Veneto        | 27.398 |
| Paese                  | 20.148 |
| Oderzo                 | 18.942 |
| Villorba               | 17.593 |
| Preganziol             | 15.997 |
| Vedelago               | 15.126 |
| Roncade                | 13.013 |
| San Biagio di Callalta | 12.098 |
| Pieve di Soligo        | 11.609 |
| Casale sul Sile        | 11.524 |
| Susegana               | 11.422 |
| Ponzano Veneto         | 11.039 |
| Valdobbiadene          | 10.765 |
| Carbonera              | 10.637 |
| Spresiano              | 10.267 |
| Riese Pio X            | 10.249 |
| Motta di Livenza       | 10.194 |
| Casier                 | 10.068 |